# Cryptocephalus loreyi
Cryptocephalus loreyi là một loài bọ cánh cứng trong họ Chrysomelidae. Loài này được Solier miêu tả khoa học năm 1837.